# Laveyssière
Pour les articles ayant des titres homophones, voir Laveissière et La Vayssière.
Laveyssière est une ancienne commune française située dans le département de la Dordogne, en région Nouvelle-Aquitaine.
Au 1er janvier 2019, elle est intégrée à la commune nouvelle d'Eyraud-Crempse-Maurens en tant que commune déléguée.

## Géographie

### Généralités

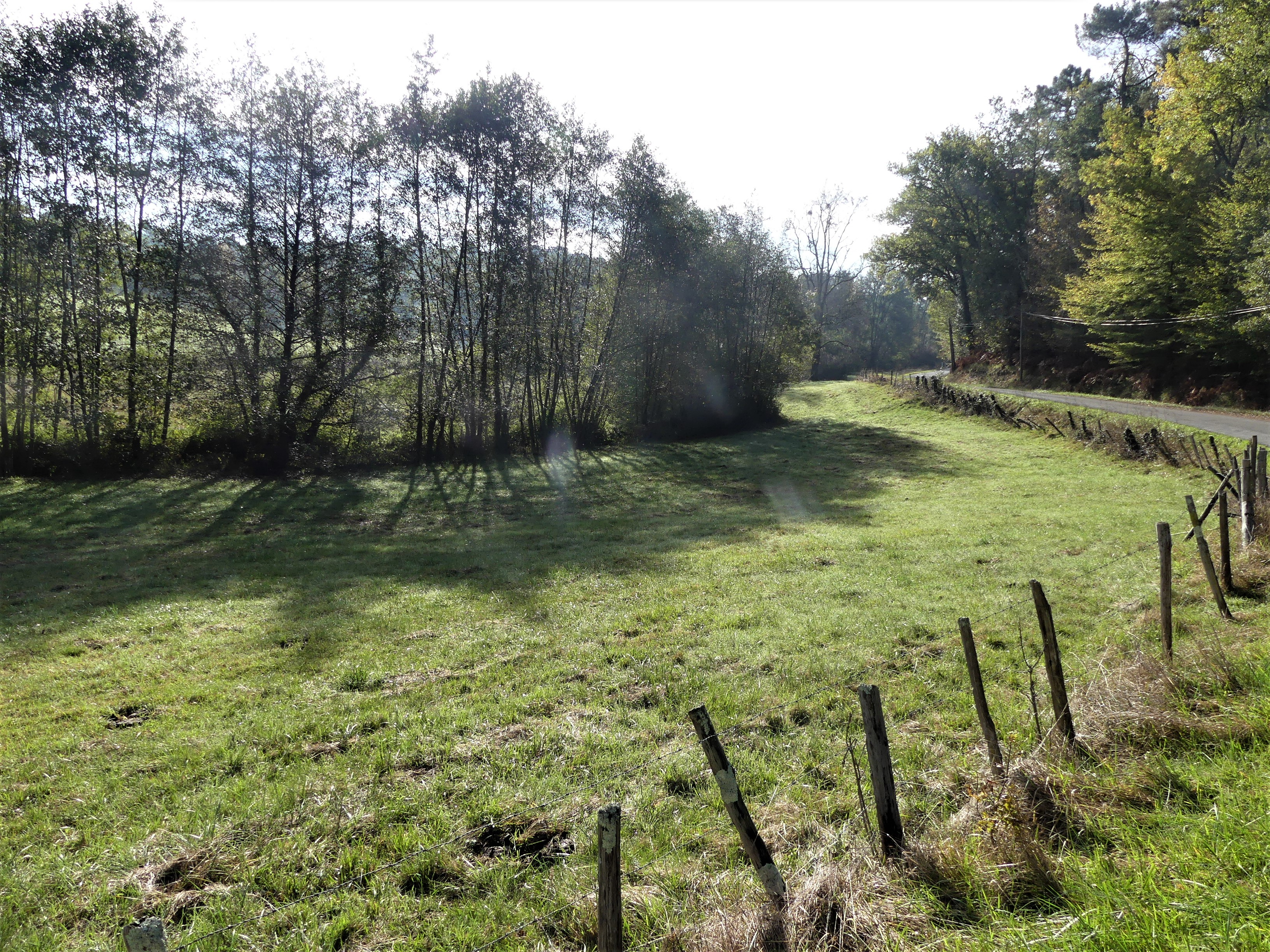
La vallée de l'Eyraud au sud-ouest du bourg.

Située dans le quart sud-ouest du département de la Dordogne, en limite du Landais et du Bergeracois, la commune déléguée de Laveyssière s'étend sur 6,70 km2. Représentant la partie ouest de la commune nouvelle d'Eyraud-Crempse-Maurens, elle est arrosée par l'Eyraud, un ruisseau qui traverse le territoire communal du nord-est au sud-ouest.
L'altitude minimale avec 58 mètres se trouve localisée au sud-ouest, en aval du lieu-dit Pas de l'Eyraud, là où l'Eyraud quitte la commune et sert de limite entre celles de Ginestet et de Lunas. L'altitude maximale avec 146 mètres est située au sud-est, au lieu-dit Chante Alouette, en limite de Maurens. Le sol est principalement composé de sables, argiles et graviers éocènes et oligocènes, hormis dans la vallée de l'Eyraud, recouverte d'alluvions holocènes.
Traversé par la route départementale (RD) 15, le bourg de Laveyssière se situe en distances orthodromiques, dix kilomètres au nord-nord-ouest de Bergerac et douze kilomètres au sud-sud-est de Mussidan.
Le principal accès à la commune s'effectue par la RD 709, l'axe Mussidan-Bergerac, et le territoire communal est bordé à l'est par la RD 4 qui, sur plus de deux kilomètres, lui sert de limite avec la commune de Maurens.

### Communes limitrophes

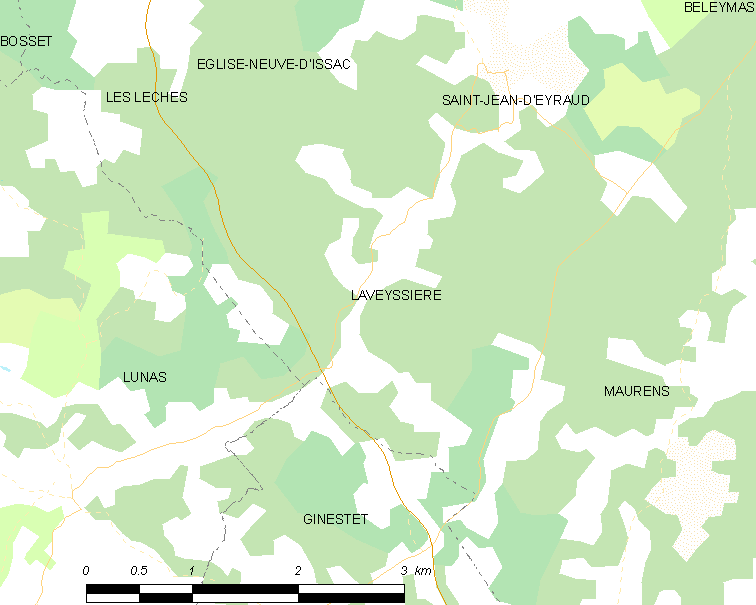
Carte de Laveyssière et des communes avoisinantes en 2018.

En 2018, année précédant la création de la  commune nouvelle d'Eyraud-Crempse-Maurens, Laveyssière était limitrophe de six autres communes.
| Les Lèches | Église-Neuve-d'Issac | Saint-Jean-d'Eyraud |
| Lunas      | Laveyssière          |                     |
|            | Ginestet             | Maurens             |

## Urbanisme

### Villages, hameaux et lieux-dits
Outre le bourg de Laveyssière proprement dit, le territoire se compose d'autres villages ou hameaux, ainsi que de lieux-dits :
- les Brandes
- Chante-Alouette
- Chez Bigallier
- la Forge
- Gandille
- Gandoy
- le Lac
- Lauchade
- le Maine
- les Mazières
- les Mazière Haut
- le Ménissou
- le Meynot
- le Moulin de Géraud
- Pas de l'Eyraud
- le Petit Meynot
- le Suquet
- Tue-Femme
- les Vésies
- les Viradis.

## Toponymie
La première mention écrite connue du lieu figure dans un pouillé du XIIIe siècle et se réfère à son église, sous la forme Capella de Vaischa,. Le nom du lieu évolue en « Vaycha » en l'an 1400 puis, en « Vexière » au XVIe siècle, puis en La Vayssière au XIXe siècle,.
L'origine du nom a d'abord été attribuée au latin vacca (vache) car selon une légende, un bouvier aurait découvert une statue de la Vierge, à la fontaine située devant l'église, alors qu'une bête de son troupeau aurait montré la statue de son sabot, ou d'après une autre version, qu'une vache aveugle serait venue chercher la guérison à cette fontaine. En fait, le nom est dérivé de l'occitan vaissa correspondant au noisetier et vaissièra « terrain où poussent ces arbres ».
Sur la carte de Cassini représentant la France entre 1756 et 1789, le village est identifié sous le nom de la Vailsiere.
En occitan, la commune porte le nom de La Vaissièra.

## Histoire
Le lieu est connu depuis au moins le XIIIe siècle pour son église. Au XIVe siècle, « la Veyssière » était une paroisse dépendant de la châtellenie de Maurens.
Au 1er janvier 2019, la commune fusionne avec Maurens, Saint-Jean-d'Eyraud et Saint-Julien-de-Crempse pour former la commune nouvelle d'Eyraud-Crempse-Maurens. À cette date, les quatre communes fondatrices deviennent communes déléguées.

## Politique et administration

### Rattachements administratifs et électoraux
Dès 1790, la commune de Laveyssière est rattachée au canton de Montagnac qui dépend du district de Bergerac jusqu'en 1795, date de suppression des districts. En 1801, le canton est rattaché à l'arrondissement de Bergerac. Le canton de Montagnac est ensuite renommé en canton de Villamblard l'année suivante, à la suite du transfert du chef-lieu de canton depuis Montagnac vers Villamblard.
Dans le cadre de la réforme de 2014 définie par le décret du 21 février 2014, ce canton disparaît aux élections départementales de mars 2015. La commune est alors rattachée électoralement au canton du Périgord central.
En 2017, Laveyssière est rattachée à l'arrondissement de Périgueux,.

### Intercommunalité
Fin 2001, Laveyssière intègre dès sa création la communauté de communes du Pays de Villamblard. Celle-ci disparaît au 31 décembre 2016, remplacée au 1er janvier 2017 par la communauté de communes Isle et Crempse en Périgord.

### Administration municipale
La population de la commune étant comprise entre 100 et 499 habitants au recensement de 2011, onze conseillers municipaux ont été élus en 2014,. Ceux-ci sont membres d'office du  conseil municipal de la commune nouvelle d'Eyraud-Crempse-Maurens, jusqu'au renouvellement des conseils municipaux français de 2020.

### Liste des maires puis maires délégués

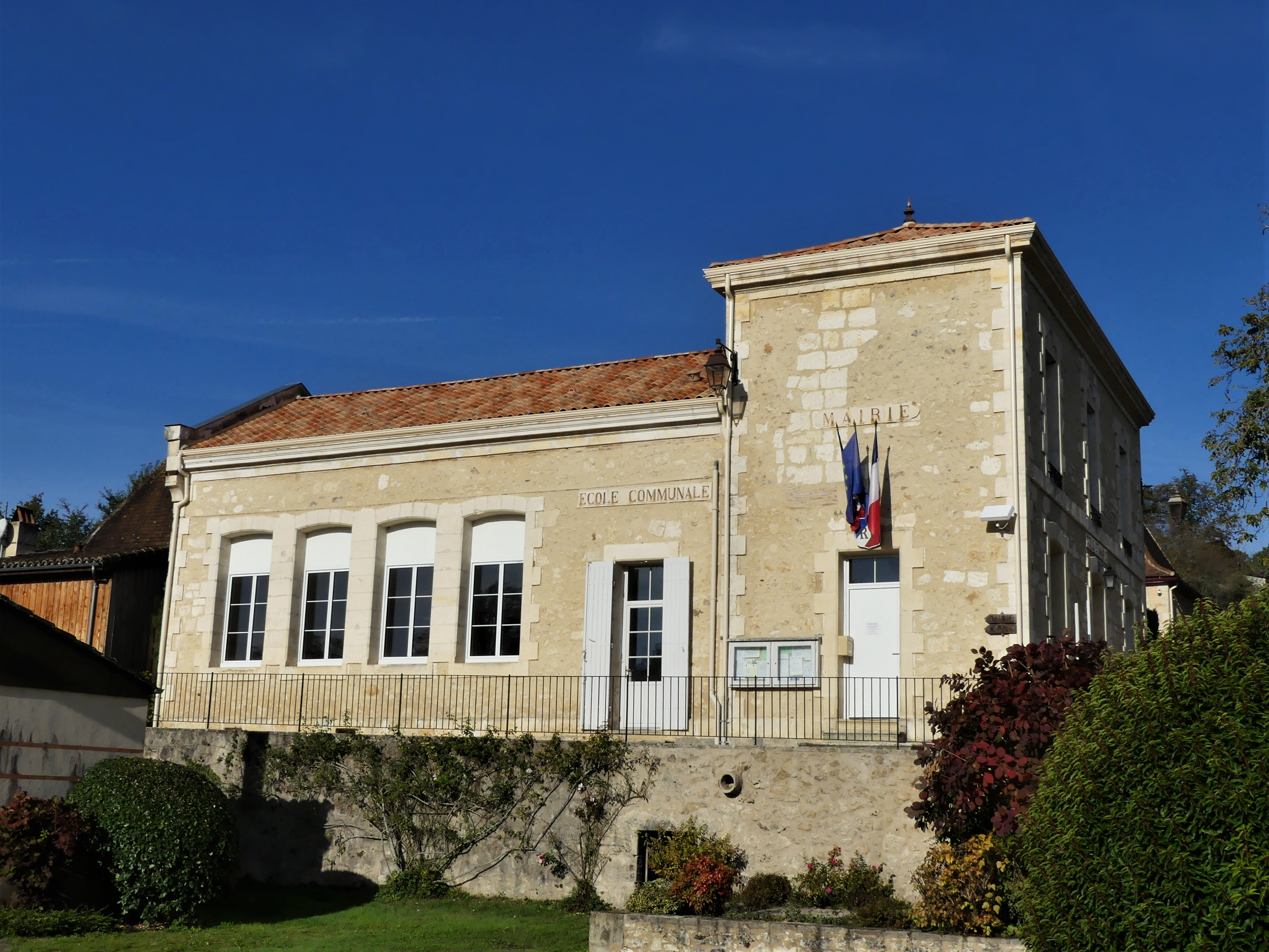
Le bâtiment de la mairie et de l'ancienne école en 2018.

| Période                                  | Période       | Identité           | Étiquette | Qualité                            |
| ---------------------------------------- | ------------- | ------------------ | --------- | ---------------------------------- |
| Les données manquantes sont à compléter. |               |                    |           |                                    |
|                                          |               |                    |           |                                    |
| 1885 ou avant                            | mai 1900      | Edmond de Rivasson |           |                                    |
| mai 1900                                 | décembre 1919 | Jean Mathieu       |           |                                    |
| décembre 1919                            | mai 1925      | Edmond de Rivasson |           |                                    |
| mai 1925                                 | 1941 ?        | Pierre Dupuy       |           |                                    |
| 1941 ?                                   | 1942 ?        | Élie Bernoud       |           | Adjoint faisant fonctions de maire |
| 1942 ?                                   | mars 1971     | Élie Bernoud       |           |                                    |
| mars 1971                                | mars 1983     | Gilbert Sergenton  |           |                                    |
| mars 1983                                | mars 2001     | Jean Bernoud       |           |                                    |
| mars 2001                                | mars 2014     | Danielle Dubau     | SE        | Modéliste styliste retraitée       |
| mars 2014                                | décembre 2018 | Jean-Pierre Delage |           |                                    |

| Période                          | Période  | Identité            | Étiquette | Qualité                                 |
| -------------------------------- | -------- | ------------------- | --------- | --------------------------------------- |
| janvier 2019 (réélu en mai 2020) | En cours | Jean-Pierre Delage, |           | Ancien maire de Laveyssière (2014-2018) |

### Instances judiciaires
Dans les domaines judiciaire et administratif, Laveyssière relève : 
- du tribunal d'instance, du tribunal de grande instance, du tribunal pour enfants, du conseil de prud'hommes, du tribunal de commerce et du tribunal paritaire des baux ruraux de Bergerac ;
- de la cour d'assises et du tribunal des affaires de Sécurité sociale de la Dordogne ;
- de la cour d'appel, du tribunal administratif et de la cour administrative d'appel de Bordeaux.

## Population et société

### Démographie
En 2018, dernière année en tant que commune indépendante, Laveyssière comptait 142 habitants. À partir du XXIe siècle, les recensements des communes de moins de 10 000 habitants ont lieu tous les cinq ans (2005, 2010, 2015 pour Laveyssière). Depuis 2006, les autres dates correspondent à des estimations légales.
Au 1er janvier 2022, la commune déléguée de Laveyssière compte 129 habitants.
| 1793 | 1800 | 1806 | 1821 | 1831 | 1836 | 1841 | 1846 | 1851 |
| ---- | ---- | ---- | ---- | ---- | ---- | ---- | ---- | ---- |
| 235  | 190  | 200  | 263  | 236  | 235  | 236  | 248  | 275  |

| 1856 | 1861 | 1866 | 1872 | 1876 | 1881 | 1886 | 1891 | 1896 |
| ---- | ---- | ---- | ---- | ---- | ---- | ---- | ---- | ---- |
| 245  | 253  | 248  | 223  | 249  | 237  | 222  | 225  | 204  |

| 1901 | 1906 | 1911 | 1921 | 1926 | 1931 | 1936 | 1946 | 1954 |
| ---- | ---- | ---- | ---- | ---- | ---- | ---- | ---- | ---- |
| 207  | 209  | 163  | 149  | 154  | 151  | 144  | 132  | 124  |

| 1962 | 1968 | 1975 | 1982 | 1990 | 1999 | 2005 | 2006 | 2010 |
| ---- | ---- | ---- | ---- | ---- | ---- | ---- | ---- | ---- |
| 135  | 119  | 108  | 120  | 119  | 115  | 115  | 113  | 121  |

| 2015 | 2018 | - | - | - | - | - | - | - |
| ---- | ---- | - | - | - | - | - | - | - |
| 138  | 142  | - | - | - | - | - | - | - |

### Enseignement
En 2018, Laveyssière qui n'a plus d'école est organisée en regroupement pédagogique intercommunal (RPI) avec les communes de Campsegret et Maurens. Maurens s'occupe de la maternelle, du cours préparatoire et du cours élémentaire (CE1) ;  Campsegret accueille les enfants en CE2 et en cours moyen (CM1 et CM2).

## Économie
Les données économiques de Laveyssière sont incluses dans celles de la commune nouvelle d'Eyraud-Crempse-Maurens.

## Culture locale et patrimoine

### Lieux et monuments
- L'église Notre-Dame[6], du XVIIe siècle, dans le bourg.
- Chapelle Notre-Dame-de-la-Nativité[25] et la statue de la Vierge Marie à la fontaine « miraculeuse ».
- L'usine de conception (SODIPIA) des silos en résine de polyester désaffectée à la fin du XXe siècle[26].
- L'ancien moulin au Pas de l'Eyraud.
- L'ancien relais de diligence au Pas de l'Eyraud.

### Patrimoine culturel

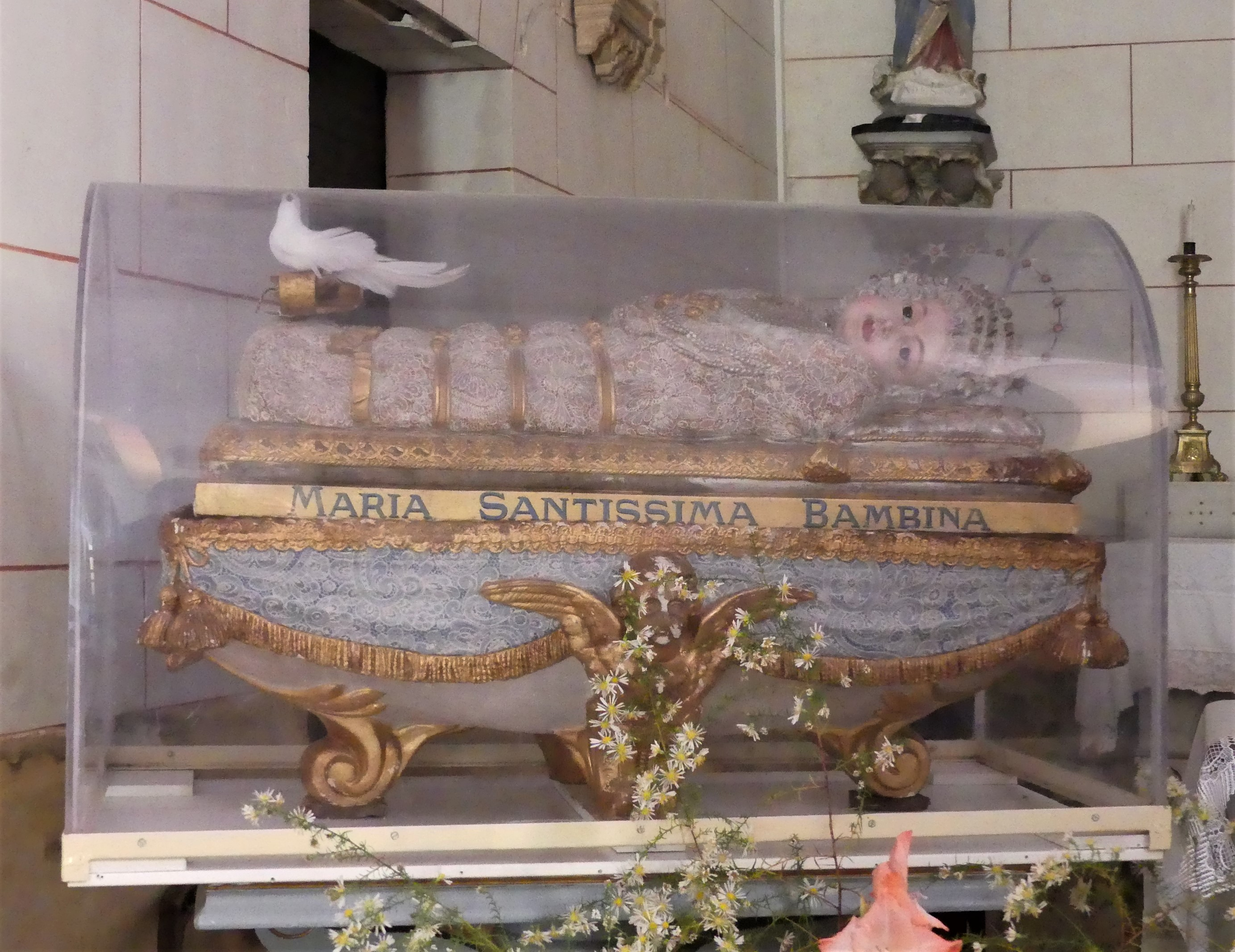
La statue de Maria Santissima Bambina.

Chaque année, le 8 septembre, la fontaine « miraculeuse » située dans le bourg fait l'objet d'un pèlerinage. Selon une légende, un bouvier aurait découvert une statue de la Madone, à la fontaine située devant l'église, alors qu'une bête de son troupeau aurait montré la statue de son sabot, ou d'après une autre version, qu'une vache aveugle serait venue chercher la guérison à cette fontaine.
Vers 1850, les célébrations pendant l'octave de la Nativité de Marie pouvaient rassembler jusqu'à 6 000 personnes provenant de la Dordogne mais aussi de la Gironde ou de Lot-et-Garonne. Certains pèlerins plongeaient leurs membres déficients ou des petits enfants maladifs dans l'eau. À la fin du XIXe siècle, la statue ayant disparu, la famille de Rivasson (dont faisait partie le maire de l'époque) offrit en remplacement une statue de Maria Santissima Bambina, la « Vierge-enfant ».

## Photothèque

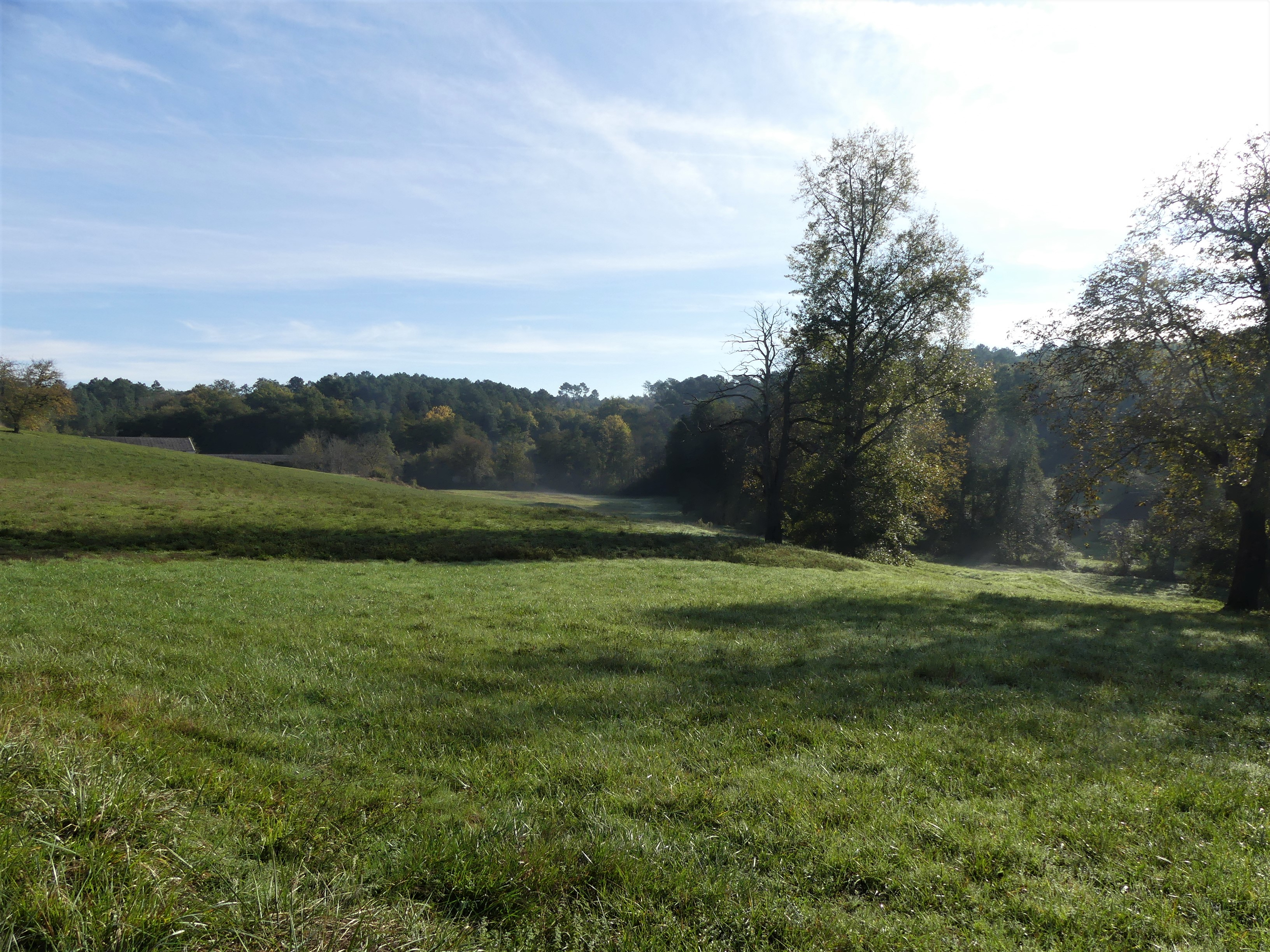
La vallée de l'Eyraud et la forêt du Landais au nord-est du bourg.
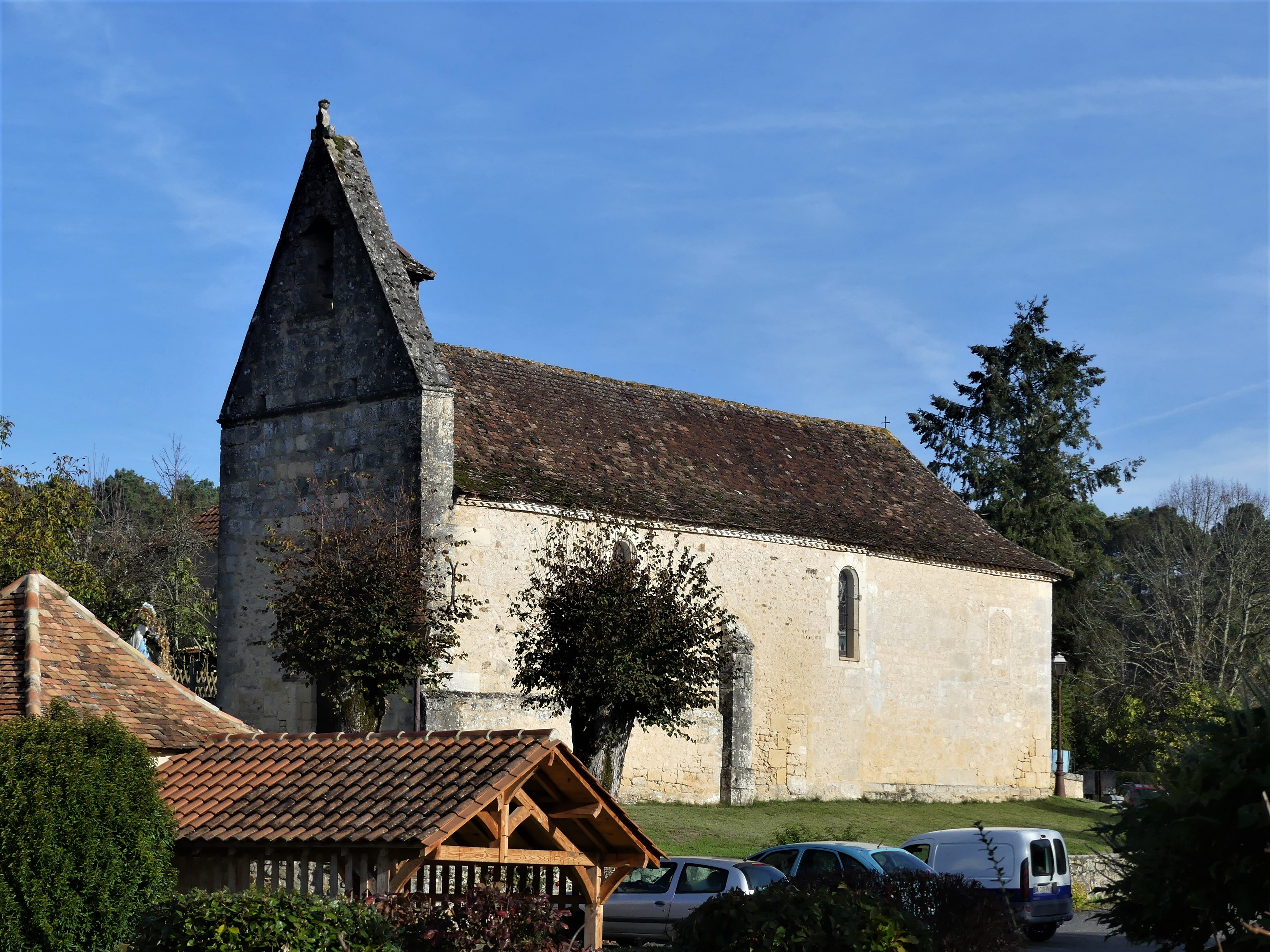
L'église Notre-Dame.
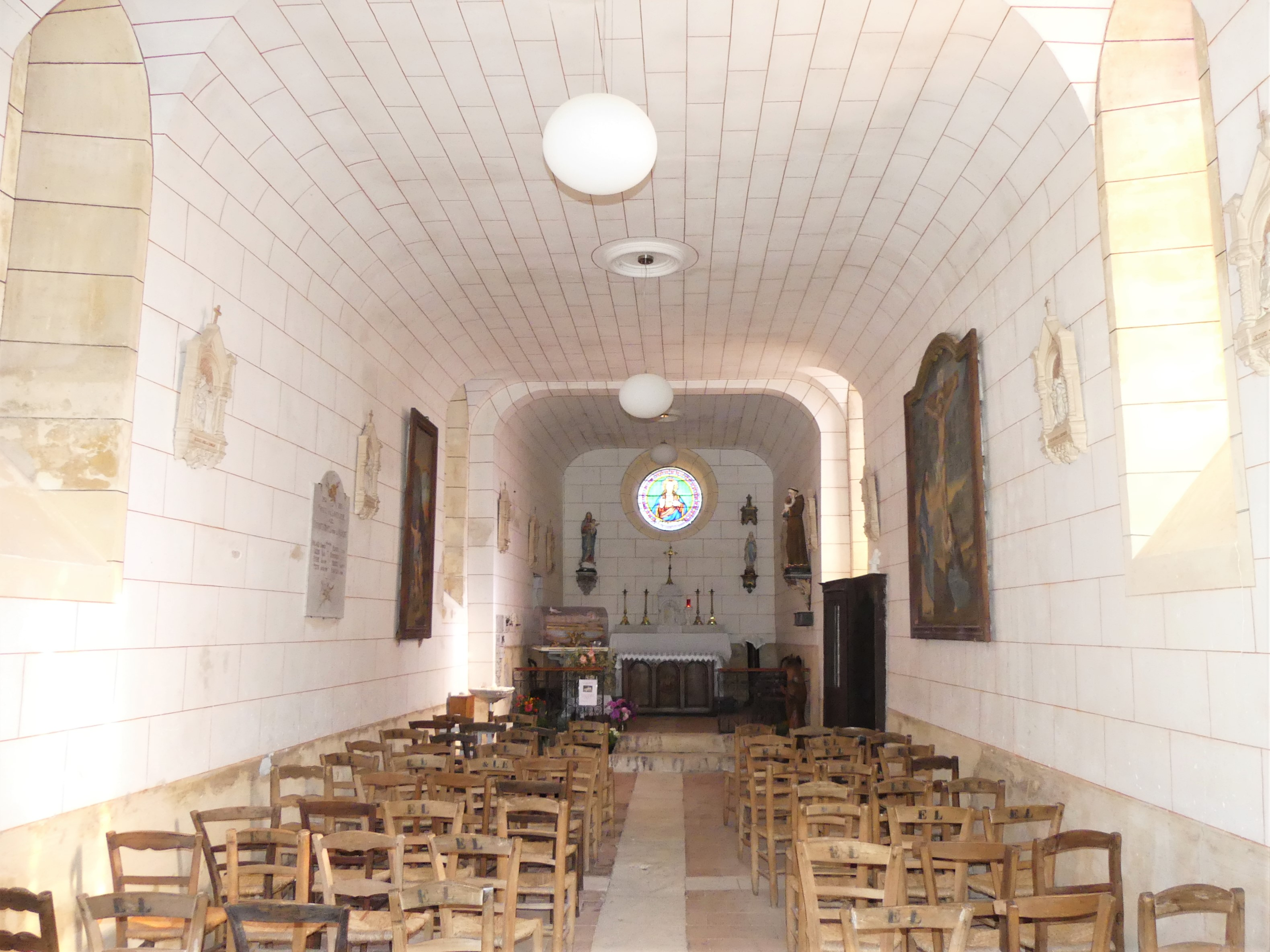
Sa nef.
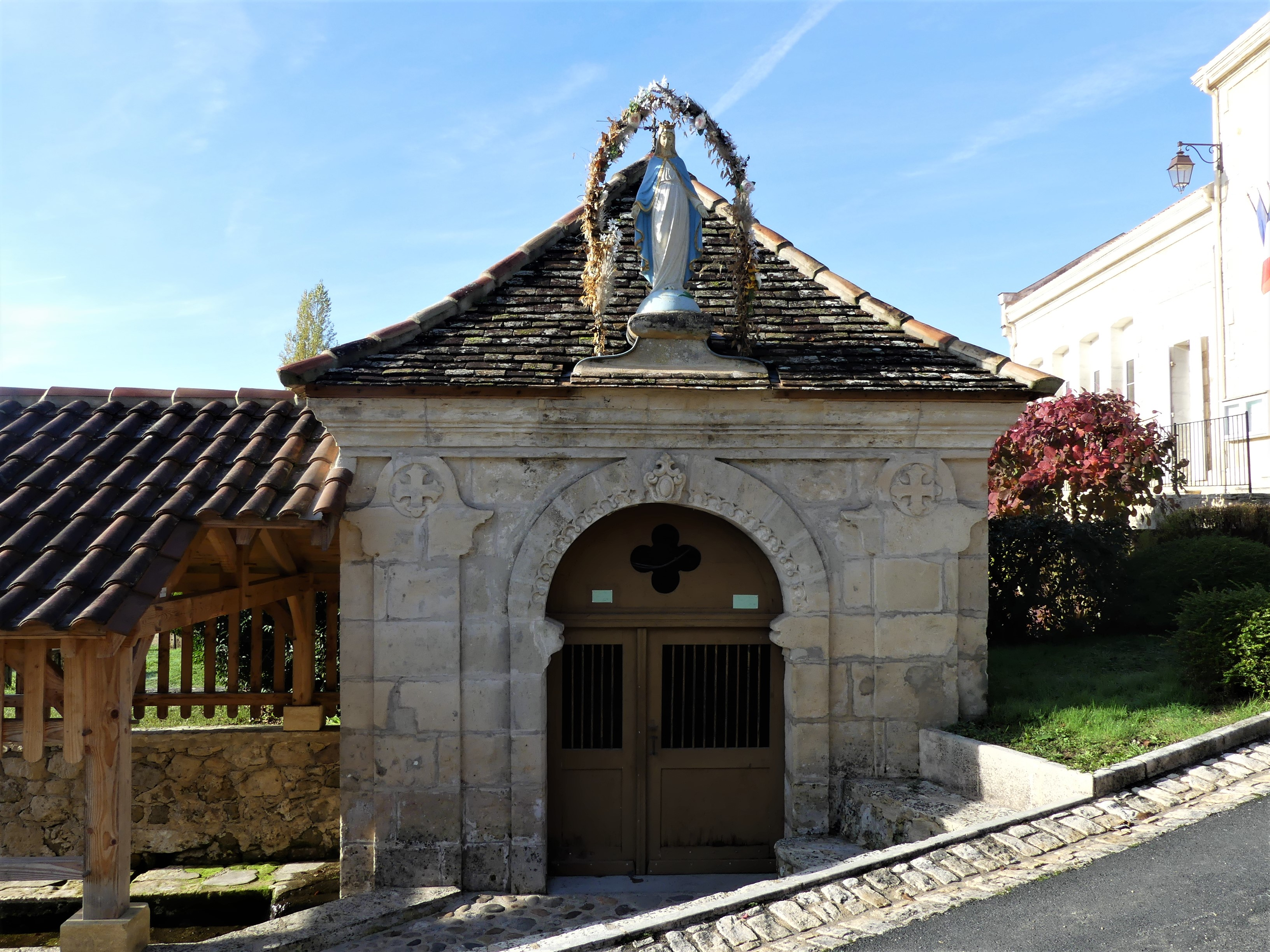
La chapelle Notre-Dame-de-la-Nativité.
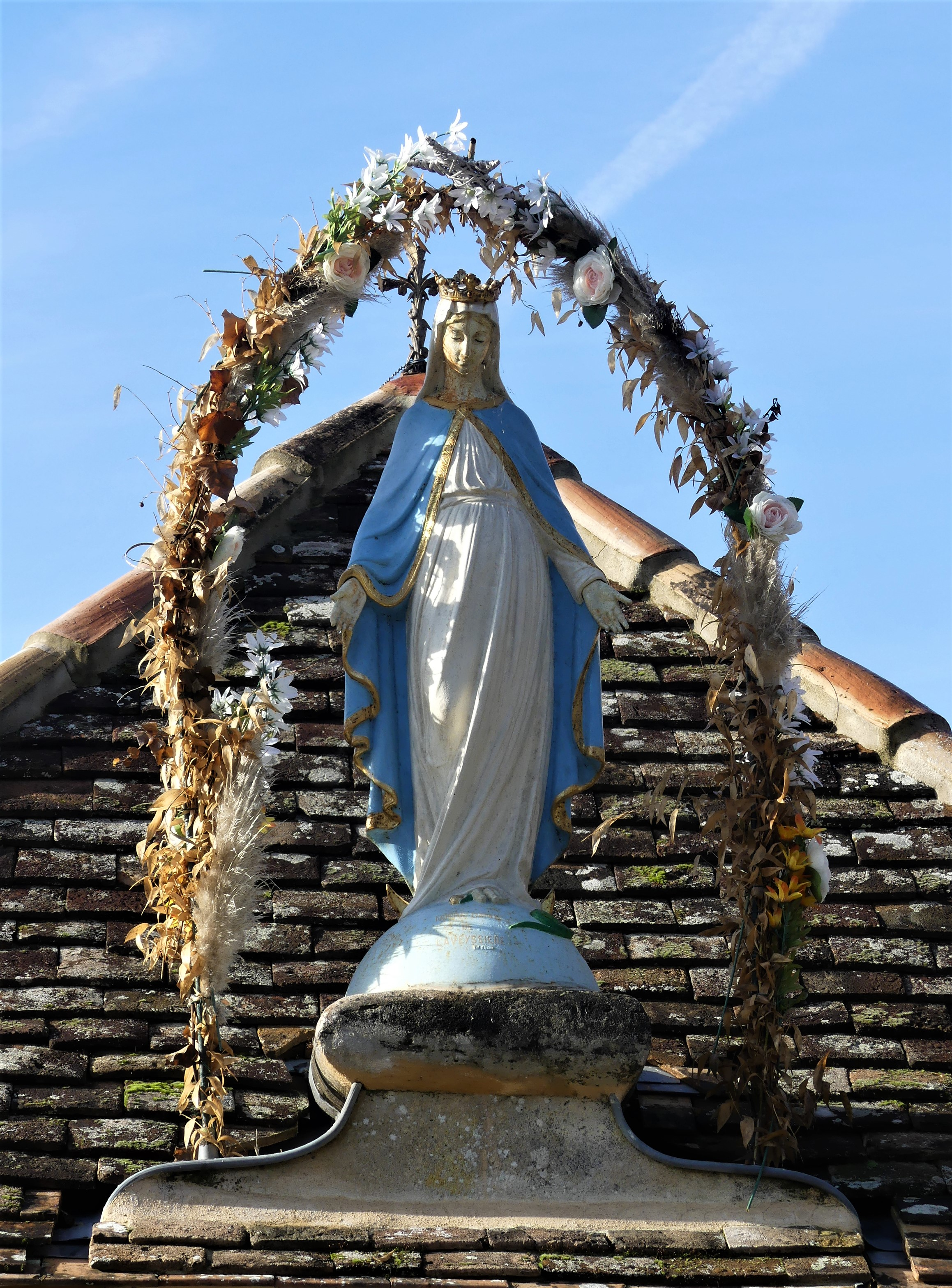
La statue sur le toit de la chapelle.
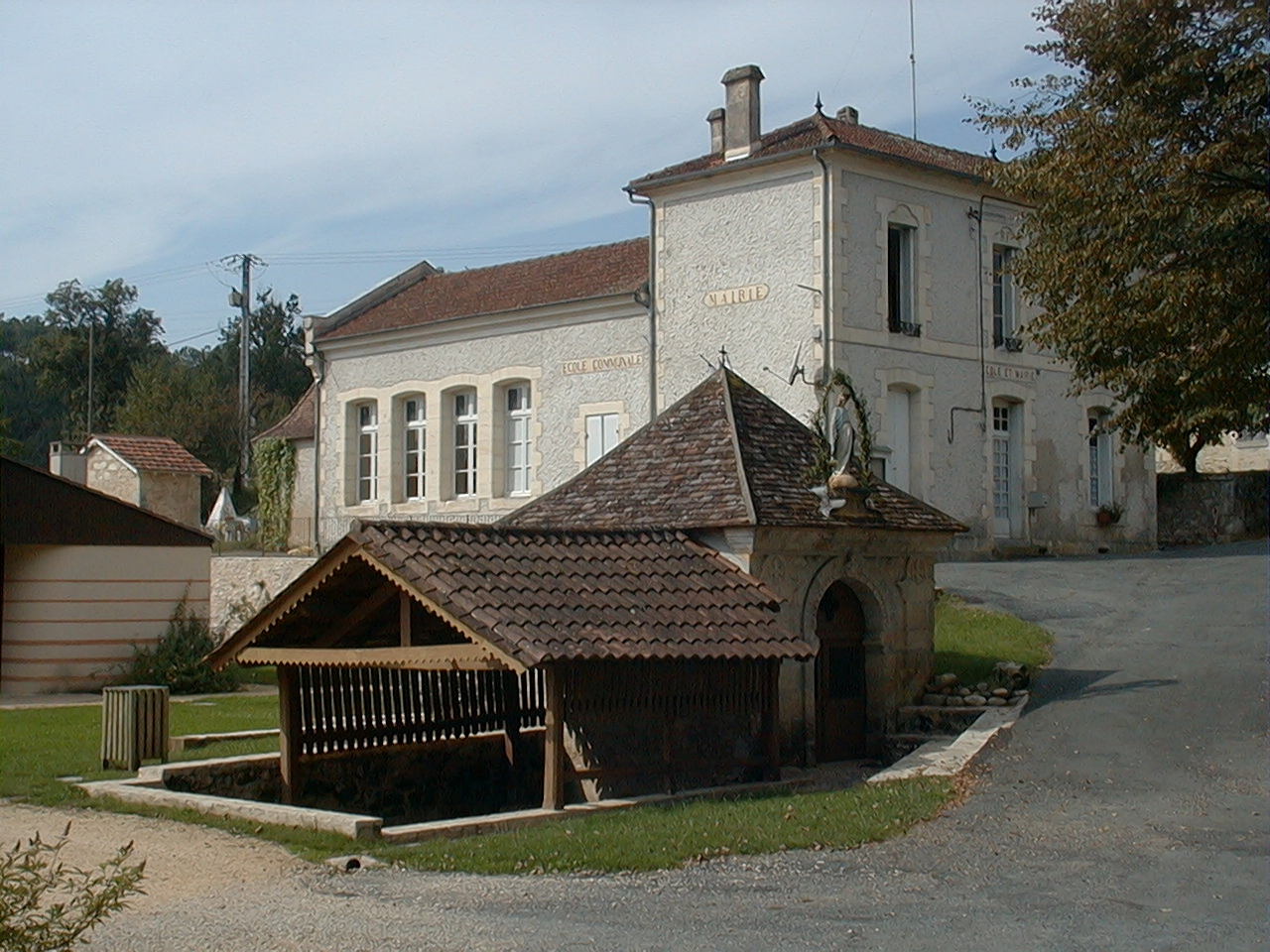
Le lavoir du bourg et la mairie.
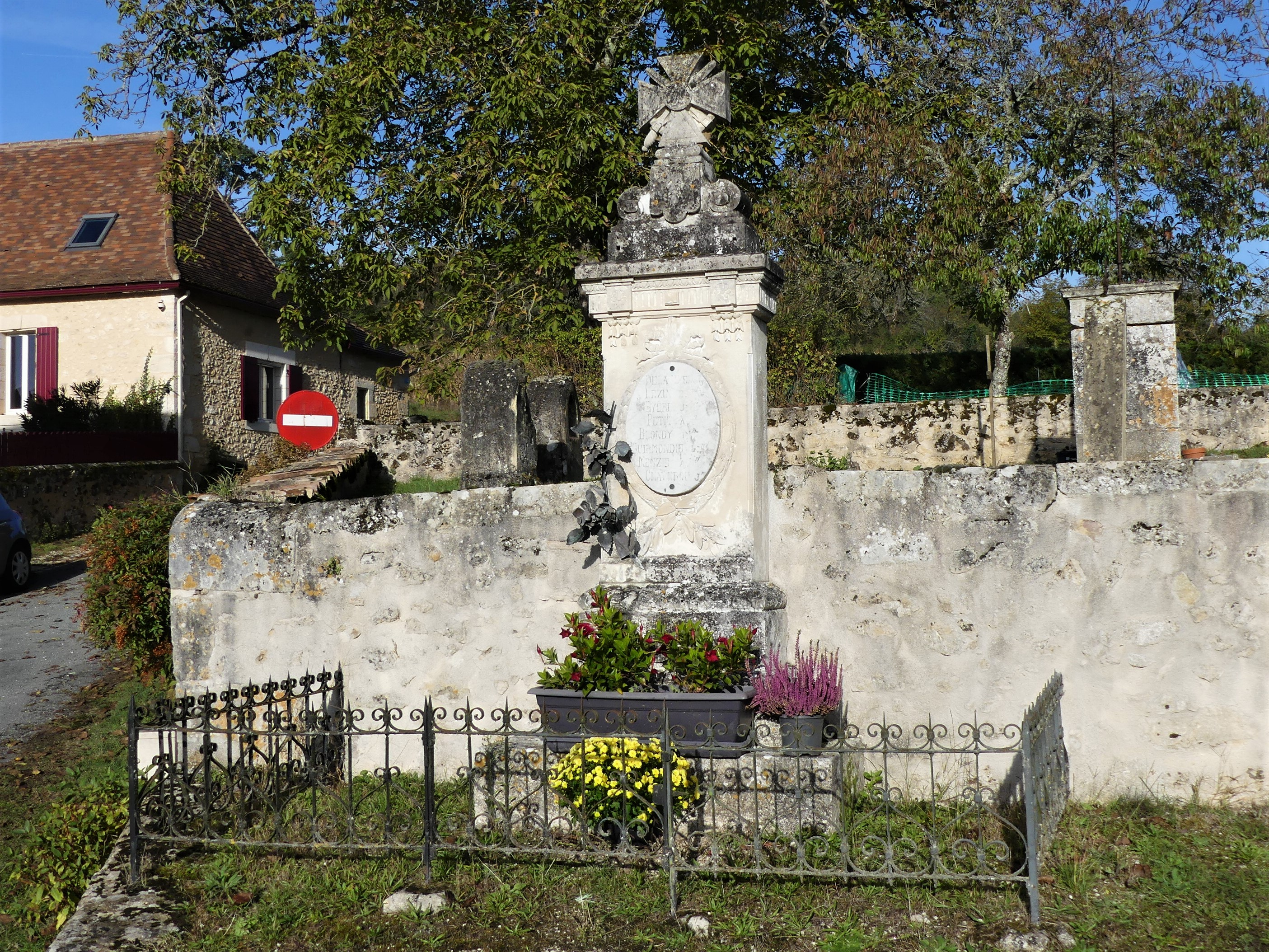
Le monument aux morts.